# Lóránt
A Lóránt férfinév a germán eredetű Roland magyar alakváltozata, az r és az l betűk felcserélődésével képződött. Jelentése: dicsőség.

## Rokon nevek
- Loránd:[1] a Lóránt régebbi magyar alakváltozata.[2]
- Roland:[1] a germán Hruodnand névből ered, a jelentése dicsőség, hírnév + merész.[3]
- Orlandó:[1] a Roland olasz megfelelője.[4]
- Lóránd:[1] a Loránd alakváltozata.
- Lóci:[1] a Lóránt és a Loránd önállósult beceneve.

## Gyakorisága
Az 1990-es években a Lóránt igen ritka, de valamivel gyakoribb, mint a Loránd, a Roland igen gyakori, az Orlandó szórványos név volt; a Lóránt a 2000-es években (2005-ig) a 85-91., 2009-ben a 98., a Roland a 2000-es években a 26-30. leggyakoribb férfinév, a Loránd és az Orlandó nem szerepel az első százban.

## Névnapok
Lóránt, Loránd
- január 15.[2]
- július 15.[2]
- augusztus 10.[2]
- szeptember 15.[2]

Roland, Orlandó:
- július 15.[3][4]
- augusztus 9.[3][4]
- augusztus 10.[3][4]
- szeptember 15.[3][4]

## Híres Lórántok, Lorándok, Rolandok, Orlandók, Lórándok
- A Lóránt nevet tartalmazó szócikkek a magyar Wikipédián
- A Roland nevet tartalmazó szócikkek a magyar Wikipédián
- Az Orlandó nevet tartalmazó szócikkek a magyar Wikipédián
- Az Orlando nevet tartalmazó szócikkek a magyar Wikipédián
- A Loránd nevet tartalmazó szócikkek a magyar Wikipédián
- A Lóránd nevet tartalmazó szócikkek a magyar Wikipédián
- A Loránt nevet tartalmazó szócikkek a magyar Wikipédián